# Secamone dewevrei
Secamone dewevrei là một loài thực vật có hoa trong họ La bố ma. Loài này được De Wild. miêu tả khoa học đầu tiên năm 1904.